# TM-1-180 180mm列車砲
TM-1-180 180mm列車砲はソビエト連邦の列車砲である。

## 概要
1934年に現ウクライナ・ムィコラーイウで開発された。
主砲の180mm砲は元はB-1-Pと呼ばれる海軍の艦砲であった。
カブトガニ状の装甲で覆われている砲塔は360°水平に回転する事が可能。
1941年に、その前年冬戦争を経てフィンランドから割譲されたハンコ半島からエストニア・タリンにかけて展開され黒海艦隊の防備に充てられ、その後独ソ戦が始まると、レニングラード攻防戦に参加する。
列車砲としては比較的少人数で運用可能な分、扱いやすく、戦後も十数年間現役で運用された。
継続戦争中、ハンコ半島とヴィープリ近郊で計7両がフィンランド軍に鹵獲されており、うち5両が修理されて「180/57 NRaut」の名称でフィンランド軍に再就役した。2両または4両が実戦に投入されている。
20両が生産され、モスクワの中央博物館に状態の良いものが一つ、そしてカレリア地方のクラースナヤ ゴールカ砦に一つが現存している。

## 参考
- http://worldtrain.sakura.ne.jp/m-rusw.html